# SKE48 偶像的眼淚
SKE48 偶像的眼淚（日语：アイドルの涙 DOCUMENTARY of SKE48)，是一部於2015年2月27日上映、以日本女子偶像團體SKE48為主角的紀錄電影。此片是一系列以SKE48為主題的紀錄電影系列之首作，由前NHK製作人石原真執導，並由窪田康志擔任执行制作人。
電影宣傳標語為「疾走追夢的少女們六年來的故事」（日语：夢を追って疾走する少女たちの6年間の物語）
預告片所使用的宣傳標語為「SKE48的歷史即畢業的歷史；你以後也會陪同我們一起流淚嗎？」

## 簡介
本片主要是以偶像組合SKE48從2008年成立自六年間所發生各種事件作為題材的紀錄片，125人各自的人生，其中記錄了40名以上包括現役及已畢業的成員在內之真情訪問。

## 主題曲
主題歌「僕は知っている（我懂得）」收錄於3月31號發售的17th單曲，演唱成員於2月15日公布。演唱成員：阿比留李帆、石田安奈、磯原杏華、内山命、梅本圓、江籠裕奈、大矢真那、加藤瑠美、北川綾巴、木本花音、後藤理沙子、小林亞實、齊藤真木子、佐藤實繪子、柴田阿彌、須田亞香里、高柳明音、中西優香、二村春香、古川愛李、古畑奈和、松井珠理奈、松井玲奈、松村香織、宮澤佐江、宮前杏實、矢方美紀。

## 工作人員
- 導演：石原真
- 企劃：秋元康
- 副導演：藤原道仁
- 製作：吉成夏子、大田圭二、秋元伸介、北川謙二、吉田哲彦
- 執行製作：窪田康志
- 製片人：古澤佳寛、磯野久美子、松村匠、牧野彰宏、堀江誠己
- 製片主任：竹下孝、西宮正典
- 攝影：河合志由
- 錄音：高羅元
- 編審：藤原道仁
- 企劃、製作：「DOCUMENTARY of SKE48」製作委員會（AKS、東寶、秋元康事務所、NORTH RIVER、NHK ENTERPRISES）
- 協力：VISUALNOTES
- 製作：AKS 、東寶
- 出品：東寶映像事業部

## 海外播映
《SKE48 偶像的眼淚》一片在日本本土上映約3個月後的5月22日，在台灣的部分電影院線上映。

## 外部連結
- 紀錄電影官方網站（页面存档备份，存于）
- YouTube上的SKE48 紀錄片公開預告（紀錄電影官方網站）（日語）
- YouTube上的SKE48 日文預告片（紀錄電影官方網站）（日語）
- YouTube上的SKE48 中文預告片（台灣發行商官方頻道）（繁體中文）